# صموئيل بيريس
صموئيل بيريس هو لاعب كرة قدم برازيلي في مركز حراسة المرمى، ولد في 17 يناير 1989 في كواراتشي في البرازيل. لعب مع نادي سانتوس.

## وصلات خارجية
- صموئيل بيريس على موقع قاعدة بيانات كرة القدم.إي يو (الإنجليزية)
- صموئيل بيريس على موقع Soccerway.com (الإنجليزية)